# موزه ملی عراق
موزه ملی عراق (عربی: المتحف العراقی) موزه‌ای است شامل گنجینه‌هایی از تمدن‌های میانرودان، بابل و ایران باستان که در بغداد قرار دارد. این موزه در جریان اشغال عراق در سال ۲۰۰۳ مورد دستبرد دزدان عتیقه قرار گرفت.
موزه ملی عراق پس از سالها تعطیلی به دلیل جنگ، در فوریه ۲۰۱۵ با حضور نخست‌وزیر عراق حیدر العبادی بازگشایی شد.
مدیر کنونی موزه احمد کمیل محمد است.

## پیشینه
موزه ملی عراق در آغاز «موزه باستان‌شناسی بغداد» نام داشت. این موزه در سال ۱۹۲۶ به کوشش گرترود بل، باستان‌شناس بریتانیایی بنیان نهاده شد.